# Navajeros
Navajeros, titulada Dulces navajas en México, es una película de coproducción hispano-mexicana de 1980 dirigida por Eloy de la Iglesia.

## Argumento
El Jaro (José Luis Manzano) es un joven delincuente nacido en Villatobas (Toledo). De humildes orígenes, 1980 es un momento de difícil acceso al empleo. España cuenta con más de un millón y medio de parados. Para subsistir en esta difícil situación "El Jaro" y su banda no dudan en cometer robos y atracos por todo Madrid para lograr dinero de forma fácil y rápida. Dada su corta edad, "El Jaro" sólo tiene quince años, cada vez que son capturados por la policía son encerrados en el reformatorio del que no tardan en fugarse para seguir cometiendo delitos. Mercedes (Isela Vega), una prostituta entrada en años, se enamora de "El Jaro" y lo acogerá en su casa para protegerlo. A pesar de esta acción "El Jaro" le confiesa que él se ha enamorado de una chica más joven que ella. Mientras él está en prisión la prostituta se entera de que ha dejado embarazada a su novia. Cuando éste sale de la cárcel Mercedes acoge a ambos en su apartamento, donde la convivencia entre los tres se vuelve insoportable.

## Reparto
- José Luis Manzano como El Jaro.
- Isela Vega como Mercedes.
- Verónica Castro como Toñi.
- Jaime Garza como El Butano.
- Enrique San Francisco como El Marqués.
- María Martín como Madre de El Jaro.
- José Sacristán como Periodista.
- José Luis Fernández 'Pirri' como El Nene.

## Música
- Burning